# Klein schriftmos
Klein schriftmos (Opegrapha niveoatra) is een korstmossoort uit de familie Opegraphaceae. De soort komt voor op bomen en leeft in symbiose met de alg Trentepohlia.

## Determinatie
Klein schriftmos is een korstvormig korstmos. Het thallus is dof, vrij dun, soms geheel in de schors ingezonken, glad, zonder duidelijke prothallus. Het oppervlak is wit tot grijs of olijfbruin. Het thallus vertoont de volgende kenmerkende kleurreacties: K-, C-, KC-, P-. De lirellen staan verspreid of aangrenzend, eenvoudig, recht, gebogen of stervormig en meten 0,3-1,5 × 0,1-0,2 mm.
De asci meten 40-55 × 11-13 µm. De ascosporen zijn naaldvormig tot spoelvormig, recht of licht gebogen, hyaliene, 4-7(-8)-septaat en meten (18-)20-27(-30) × 2,5-4 µm. De pycnidiën zijn altijd aanwezig. De pycnosporen zijn sterk gekromd en meten 4-8 × 1-1,5 µm.

### Gelijkende taxa
Door deze korte gekromde pycnosporen onderscheidt het zich van wit schriftmos (Opegrapha vulgata). Bovendien zijn bij wit schriftmos de pycnosporen langer en dunner.

## Ecologie
Klein schriftmos komt voor harde of uitgeharde, neutrale en basische schors in berm- en bosgebied van gebieden met een vochtig klimaat. Onder andere op es, wilg, populier, iep, linde of zomereik.

## Verspreiding
Het verspreidingsgebied van klein schriftmos strekt zich uit over Europa, Noord-Amerika (westkust) en Noord-Afrika. In Nederland komt het vrij algemeen voor. Vooral in west en noord Nederland komt het vaak voor. Het is niet bedreigd en staat niet op de rode lijst.

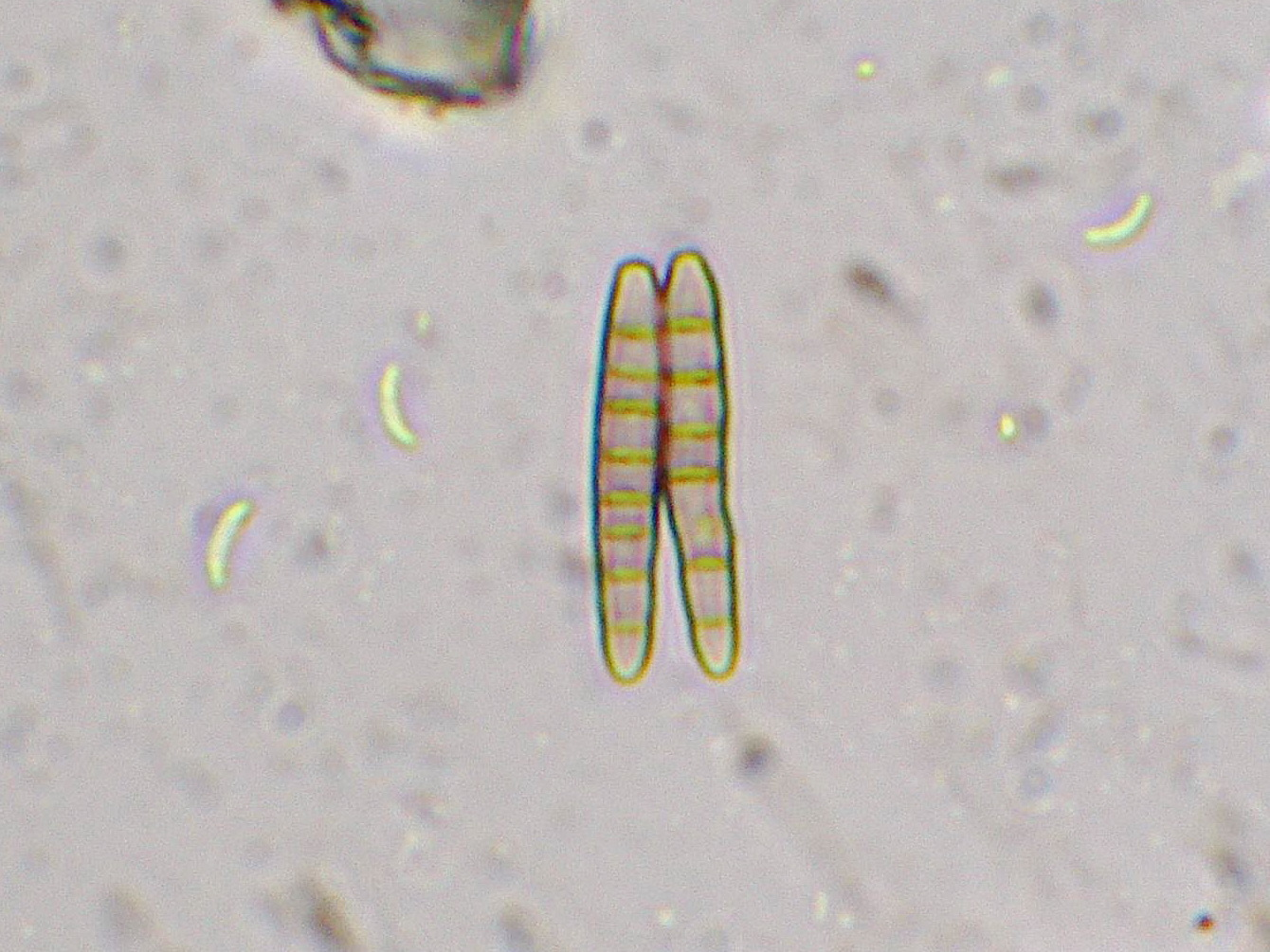
Ascospore